# Billy Liddell
William Beveridge "Billy" Liddell, född 10 januari 1922, död 3 juli 2001, var en skotsk landslagsspelare i fotboll som spelade i Liverpool FC på 1940- och 50-talen.
Då Liddell vid 15 års ålder spelade i Lochgelly Violet upptäcktes han av Liverpools halvback Matt Busby och han blev professionell i Liverpool 1939. Han blev dock tvungen att tjänstgöra i flygvapnet under kriget så hans fotbollskarriär kunde inte börja på allvar förrän 1946.
Liddell gjorde sin debut i Liverpooltröjan den 5 januari 1946 mot Chester City FC i FA-cupen. Han gjorde mål i den 30:e minuten och Liverpool vann med 2-0. En annan spelare som gjorde debut denna dag var Bob Paisley. Liddell var framförallt en vänsterytter, men kunde även spela på andra kanten såväl som center eller inner.
Liddells höjdpunkter i karriären kom 1947 och 1950 då han var den drivande kraften i lagen som vann ligan respektive blev tvåa i FA-cupen. Efter detta blev Liverpool allt sämre och flera gånger räddade Liddell laget från degradering. Detta uppmärsammades av fansen och laget fick smeknamnet "Liddellpool". Ropen från läktaren "Give it to Billy!" är också känt från den här tiden.
1954 blev Liverpool FC till slut degraderade och Liddell utsågs till kapten och flyttade till mitten på mittfältet, men han kunde inte hjälpa laget tillbaka till högsta serien innan han slutade 1961. Han hade då samlat ihop 537 matcher och gjort 229 mål, en otrolig siffra för en kantspelare/innermittfältare.
Liddell dog 2001 av Alzheimers sjukdom. Den 4 november 2004 hedrades han genom en minnesskylt vid Anfield och 29 september 2006 utsågs han till den sjätte bästa som någonsin spelat för klubben vid en omröstning på Liverpool FC:s officiella hemsida.